# Bonfinópolis
Bonfinópolis là một đô thị thuộc bang Goiás, Brasil. Đô thị này có diện tích 122,257 km², dân số năm 2007 là 6853 người, mật độ 56,1 người/km².